# Fábio Cimino
Fábio Cimino(São Paulo, 2 de Setembro de 1962) é um galerista brasileiro e fundador da Zipper Galeria.

## Biografia
Fábio é filho de Laudo Cimino e Ivonne Cimino. Iniciou sua carreira na década de 80 fazendo performances artísticas no Madame Satã e nas praias de São Paulo. Em 1983, depois de deixar o curso de administração, Fábio bateu à porta da galeria Raquel Babenco, futuramente conhecida como Raquel Arnaud, com uma proposta de vender camisetas. Raquel, então, decidiu contratá-lo para serviços de motorista e montador de exposições. Ao longo de 6 anos na galeria, Fábio trabalhou diretamente com os artistas Waltercio Caldas, Tunga, Sergio Camargo, Willys de Castro, Hércules Barsotti, Carlos Vergara, José Resende, Carlos Cruz-Diez, Mira Schendel.
Em 1997, fundou a Galeria Brito Cimino: Arte Contemporânea e Moderna com Luciana Brito, que se tornou também sua cônjuge. A galeria ficava localizada em uma pequena casa na rua Adolpho Tabacow, no bairro do Itaim Bibi. Posteriormente, fundaram a Galeria Brito Cimino com foco exclusivo em arte contemporânea, sediada em um galpão na Vila Olímpia. A galeria lançou e consolidou nomes da arte contemporânea, como: Marina Abramovic, Nelson Leirner, Daniel Senise, Waldemar Cordeiro, Delson Uchoa, Geraldo de Barros, Anna Maria Maiolino, Regina Silveira e Rochelle Costi e Ana Maria Tavares.
Em 1998, o galerista se envolveu em uma polêmica ao criar o seu alter ego, Pedro Pedra, nome fictício do personagem que buscava contactar pessoas, todas do sexo masculino, e provocar contando histórias de cunho pessoal por cartas. Foram enviadas correspondências para mais de 180 pessoas desconhecidas. O caso foi parar na polícia, mas sem consequências legais para o autor.
Com o fim do relacionamento e sociedade com Luciana Brito, em 2008, o acervo da Galeria Brito Cimino foi dividido entre eles por sorteio, entre os artistas estavam Lygia Clark, Hélio Oiticica, Marina Abramovic, Nelson Leirner, Leonilson, Geraldo de Barros.
Em 2010, Fábio fundou a Zipper Galeria, localizada no bairro Jardins, em São Paulo. A galeria inicialmente focou na produção de nomes emergentes do cenário artístico. Em 2012, Lucas Cimino, filho de Fabio se tornou sócio da galeria.
Em 2015, o apartamento do galerista, localizado na Avenida Paulista, foi cenário para a quinta temporada da série Black Mirror da Netflix.
Em 2021, Fábio fundou junto a Renato Magalhães Gouvêa Junior a casa de leilões Spiti.Auction.